# Смрт (персонификација)
Смрт, у неким културама позната као Жетеоц, се често представља персонификацијом натприродне силе у људском делу. У већини митологија представљена је са косом у руци и према веровању њом узрокује престанак живота и сакупља људску душу. У различитим митологијама представљена је и у женском и у мушком телу.

## Религија
У старогрчкој религији и грчкој митологији смрт је поистовећена са богом смрт, Танатосом. Многи грешком мисле да је Хад поистовећен са смрћу, што је погрешно, јер је Хад представљен као бог подземног света, док је Танатос тај који доноси смрт. Танатоса као персонификацију смрти помиње и Хомер у својој Илијади.
Хананци су у 12. и 13. веку п. н. е. персонификовали смрт са својим богом Мотом. Изменом имена у Мавет, он је касније постао и ђаво у Јудаизму.
У келтском фолклору, смрт је представљена у облику женског духа, Банши, која призива смрт својим нарицањем и вриштањем. Према веровању, када неко шује Баншино нарицање, наредног дана ће добити вест да је умрла особа из његове блиске породице. Слична бића појављују се и у нордијској и велшкој митологији. Богиња и персонификација смрти у нордијској митологији је Хела.
У веровањима Хаићанског вудуа, Гуеде је породица духова који представљају утеловање смрти. На просторима Аргентине, Бразила и Парагваја, смрт је представљена скелетом и названа San La Muerte.
У Србији и другим словенским земљама смрт је представљена као Косач, који између осталог представља и оличење мрачних сила. Постоји и пословица која говори о неизбежности смрти и гласи: „Смрт не бира ни време, ни место, ни годину.”
Аврамске религије имају анђела смрти, Азраила, који одводи људе на други свет. Према веровањима, свако има свог Азраила и он представља особу које се човек за живота највише плашио.

## По региону

### Европа

#### Скандинавија
У Скандинавији, нордијска митологија је персонификовала смрт у облику Хел, богиње смрти и владарке над истоименим царством, где је примила део мртвих. У време црне куге, смрт је често била приказивана као старица позната по имену Песта, што значи „кужна вештица“, која је носила црну капуљачу. Ишла би у град носећи граубље или метлу. Да је донела грабље, неки би преживели кугу; да је донела метлу, међутим, сви би умрли.

#### Словени
У Чешкој Републици, средњовековни Прашки астрономски сат носи приказ смрти која откуцава сат. Верзија се први пут појавила 1490. године.

#### Ниске земље
У Холандији, и у мањој мери у Белгији, персонификација смрти је позната као Мажер Хајн („Оскудна Хајн“) или Питје де Дод („Петар смрт“). Историјски гледано, понекад су га једноставно називали Хајн или његове варијације као што су Хајнтје, Хајнтјеман и Ом Хендрик („Ујка Хендрик“). Сродни архаични термини су Бендерман („Коштани човек“), Шерминкел (веома оскудна особа, „скелет“) и Мајијеман („човек косац“, референца на његову косу).
Концепт Мажер Хајн је претходио хришћанству, али је христијанизован и вероватно је добио своје модерно име и карактеристике (косац, скелет, црна одора итд.) током средњег века. Ознака „Оскудан“ потиче од његовог приказа као скелета, на који је у великој мери утицала хришћанска тема „Плес смрти“ (холандски: dodendans) која је била истакнута у Европи током касног средњег века. Значајно је да се многа имена дата смрти такође могу односити на ђавола; вероватно је да је страх од смрти довео до тога да се Хајнов лик споји са Сатанином.
У Белгији, ова персонификација смрти се сада обично назива Питје де Дод „Мали Пит, смрт”. Као и друга холандска имена, може се односити и на ђавола.

#### Западна Европа
У Западној Европи, смрт је обично персонификована као анимирани скелет још од средњег века. За овај лик, који се често приказује како рукује косом, каже се да сакупља душе умирућих или недавно умрлих. У енглеској и немачкој култури, смрт се обично приказује као мушкарац, али у француској, шпанској и италијанској култури није неуобичајено да је смрт женског рода.
У Енглеској се персонификована „Смрт“ појављивала у средњовековним моралним представама, а касније се редовно појављивала у традиционалним народним песмама. Крајем 1800-их, лик Смрти постао је познат као Грим Рипер у енглеској књижевности. Најраније појављивање имена „Грим Рипер“ на енглеском је у књизи Циклус људског живота из 1847. године:
Сви добро знају да живот не може трајати више од седамдесет, а највише осамдесет година. Ако достигнемо тај рок, а да не сретнемо мрачног жетеоца са својим косом, тамо или тамо, срешћемо га засигурно.